# Rhopalomyia bigeloviae
Rhopalomyia bigeloviae är en tvåvingeart som först beskrevs av Cockerell 1889.  Rhopalomyia bigeloviae ingår i släktet Rhopalomyia och familjen gallmyggor.
Artens utbredningsområde är Colorado. Inga underarter finns listade i Catalogue of Life.